# Najman de Breslev
Najman de Breslev o Najman de Breslov (Medzhybizh, Ucrania, 4 de abril de 1772-Uman, Imperio Ruso, 16 de octubre de 1810) fue un rabino y continuador del movimiento jasídico fundado por su bisabuelo Israel ben Eliezer. Un punto central de sus enseñanzas radica en la alegría.

## Legado
Fue fundador del movimiento jasídico de Breslev. Bisnieto del rabino Ba'al Shem Tov, su contribución principal fue la combinación de la Cábala con el estudio profundo de la Torá. Tuvo cientos de seguidores en su vida, y su movimiento continúa hasta hoy día.

## Tikún Haklalí
El rebe Najman de Breslov identificó diez salmos como poseedores de un poder especial para obtener una verdadera y completa curación. Los diez salmos que componen el Tikún Haklalí son los capítulos: 16, 32, 41, 42, 59, 77, 90, 105, 137, 150.

## Muerte
Falleció el 16 de octubre de 1810.

## Obras publicadas
- Najman de Breslov, Likutey Moharán (Español), Breslov Research Institute, Jerusalem/New York, 2006 - 2020 ISBN 9781499690262 (volumen I, II, III, IV, V, VI, VII, VIII, IX, X, XI, XII, XIII, XIV et volumen XV - 15 vol.)

- Séfer Hamidot (Libro de los Atributos): Najmán de Breslov, El libro de los Atributos, Breslov Research Institute, Jerusalem, Israel (EE.UU./Argentina), 2014 ISBN 9781928822035 ("The Aleph-Bet Book")

- Tikún Haklalí: El Tikún del Rabí Najmán. El Remedio General (Tikún Haklalí), Breslov Research Institute, Jerusalem/New York, 2008 ISBN 978-1-928822-18-9

- Sipurei Ma'asiyot (Los cuentos de Rabí Najman): Los cuentos del Rabí Najmán (Sipurey Ma'asiot), Breslov Research Institute, Jerusalem/New York, 2013 ISBN 9781482669190

- Cuatro Lecciones del Rabino Najman de Breslev: Najman de Breslov, Cuatro Lecciones, Breslov Research Institute, 2015 ISBN 978-1507542194

- Najman de Breslov, La Silla Vacía, Breslov Research Institute, Jerusalem/New York, 2011 ISBN 978-1481102988

- Mashiaj: ¿Quién? ¿Qué? ¿Por qué? ¿Cómo? ¿Donde? y ¿Cuándo? Breslov Research Institute, Jerusalem/New York, 2014 ISBN 9781495315138

- Najman de Breslev, Mantener la Calma, Ediciones Obelisco, Barcelona - España, 2014 ISBN 978-84-16192-01-4